# Żołudek (gmina)
Żołudek (1919 Zołudek) – dawna gmina wiejska istniejąca do 1939 roku w województwie nowogródzkim w Polsce (obecnie na Białorusi). Siedzibą gminy było miasteczko Żołudek (1552 mieszk. w 1921 roku).
Na początku okresu międzywojennego gmina Żołudek należała do powiatu lidzkiego w woj. nowogródzkim. 1 kwietnia 1927 roku z gminy Żołudek wyłączono wieś Kozińce i włączono ją do gminy Lebioda. 11 kwietnia 1929 roku do gminy Żołudek przyłączono część obszaru gminy Bielica. 29 maja 1929 roku gmina weszła w skład nowo utworzonego powiatu szczuczyńskiego w tymże województwie.
Po wojnie obszar gminy Żołudek został odłączony od Polski i włączony w struktury administracyjne Białoruskiej SRR.